# Raven Software
- マイクロソフト > アクティビジョン・ブリザード > アクティビジョン > Raven Software
- Xbox > Xbox Game Studios > Raven Software

Raven Software（レイヴンソフトウェア）（またはRaven Entertainment Software、Inc.）は、ウィスコンシンに拠点を置くアメリカのコンピュータゲーム開発企業。1990年に設立された。1997年、レイヴンはアクティビジョンと独占販売契約を結び、後に同社に買収された。 買収後『Heretic』や『Hexen: Beyond Heretic』の制作をしていたスタジオの元々の開発者の多くはレイヴンを退職し「Human Headスタジオ」を創設した。

## 歴史
レイヴンソフトウェアは1990年にブライアンとスティーブのラファエル兄弟によって設立された。暫くは独立した企業として活動していたが、1997年にアクティビジョンに買収された。
レイヴンは同じストリートに拠点を構える「Id Software」と協力したことがある 。レイヴンは1994年の『Heretic』のような多くのゲームにidのエンジンを使った。レイヴンはQuakeシリーズの『Quake 4』とidの『Wolfenstein』の開発を引き継いだ。
レイヴン・ソフトウェアは3つの開発チームで始まった。業績不振と『Wolfenstein』開発予算超過の可能性により、2009年8月にレイヴンは30～35人規模のレイオフを実施し、チームは2つに減少した。『シンギュラリティ』の開発遅延後の2010年10月には更に40人近くのスタッフがレイオフとなり、チームは一つになった。レイオフ以降、レイヴンはコール オブ デューティシリーズの制作協力に専念している。
2023年10月13日、アクティビジョン・ブリザードがマイクロソフトに買収されたため同社およびXbox Game Studiosの1つとなった。

## ゲーム
2012年、レイヴンは次世代ゲーム機向けの従業員の雇用を始め 、2013年5月に『コール オブ デューティ ゴースト』でInfinity Wardと協力すると発表された。
2013年4月3日のルーカスアーツの閉鎖に伴い、レイヴンソフトウェアは『Star Wars Jedi Knight II: Jedi Outcast』と『Star Wars Jedi Knight: Jedi Academy』のソースコードをSourceForge.net上で公開した。
2014年4月時点でレイヴンソフトウェアはアイテム課金型の中国版コール オブ デューティ作品『コール オブ デューティ オンライン』のリード開発者である。同社は『コール オブ デューティ4 モダン・ウォーフェア』のリマスター版『コール オブ デューティ モダン・ウォーフェア リマスタード』の開発も担当した。
2020年、レイヴンはInfinity Wardと『コール オブ デューティ ウォーゾーン』を共同開発している。
2020年11月13日、レイヴンとTreyarchの共同開発作品『コール オブ デューティ ブラックオプス コールドウォー』がアクティビジョンより発売された。